# 張元英 (演員)
張元英（韓語：장원영，1974年3月5日—），韓國男演員。

## 影視作品

### 電視劇
- 2008年：SBS《老千》飾演 季東春
- 2009年：SBS《原來是美男》飾演 金榮浩
- 2009年：MBC《過得有滋有味》
- 2010年：MBC《個人取向》飾演 金雨瑞
- 2010年：SBS《招魂》
- 2010年：MBC《快樂我的家》飾演 警察
- 2010年：SBS《微笑，媽媽》飾演 文導演（特別演出）
- 2011年：SBS《Midas》飾演 萬秀
- 2011年：KBS《波塞冬》飾演 安東出
- 2012年：TV朝鮮《好運來》
- 2012年：SBS《電視劇帝王》飾演 洪導演
- 2012年：KBS《田禹治》飾演 魚鐘
- 2013年：OCN《特殊案件專案组TEN 2》飾演 朴恩秀
- 2013年：tvN《一起吃飯吧》飾演 崔奎植
- 2013年：MBC《韓國小姐》飾演 朴部長
- 2014年：KBS《Trot戀人》飾演 李哲萬
- 2014年：MBC《我人生的春天》飾演 趙吉同
- 2014年：SBS《現代農夫》飾演 人蔘場小偷
- 2014年：MBC《Drama Festival－吉他與熱褲》飾演 萬基
- 2015年：tvN《一起吃飯吧2》飾演 崔奎植
- 2015年：tvN《前女友俱樂部》飾演 作家
- 2015年：JTBC《LAST》飾演 鱷魚
- 2015年：SBS《我有愛人了》飾演 卞鋼石
- 2015年：MBC《華麗的誘惑》飾演 馬五光
- 2016年：SBS《戲子》飾演 朴記者
- 2017年：OCN《Voice》飾演 權昌泰
- 2017年：SBS《奇怪的搭檔》飾演 痴漢
- 2017年：tvN《今生是第一次》飾演 朴導演
- 2018年：MBN  《魔女之愛》
- 2019年：OCN《救救我2》飾演 七星
- 2020年：KBS《Born Again》飾演 趙仁敦
- 2023年：tvN《潘多拉：被操縱的樂園》飾演 奉友利
- 2023年：JTBC《壞媽媽》飾演 方元亨
- 2023年：Netflix《假面女郎》飾演 金部長
- 2024年：MBC《白雪公主非死不可—Black Out》飾演 金熙道

### 電影
- 2007年：《原聲追兇》
- 2007年：《挖人行動》
- 2007年：《村金庫連環盜竊事件》
- 2007年：《打架》
- 2007年：《假面》
- 2009年：《比天堂更近的美麗》
- 2010年：《奶奶強盜團》
- 2015年：《地獄奶奶》
- 2019年：《第十二個嫌疑犯（朝鲜语：열두 번째 용의자）》飾演 文峯宇
- 2020年：《雙面追緝（朝鲜语：사라진 시간）》
- 2021年：《金派特務》饰演 申基禄的医生